# TKp12
TKp12 – oznaczenie na PKP austriackiego parowozu - tendrzaka serii (kkStB) 278. Jego konstrukcja wywodziła się z parowozu serii 78 (TKp11) z zamontowanym kotłem na parę przegrzaną. Wyprodukowano w latach 1909-1911 przez zakłady Krauss w Linzu 8 parowozów. Pierwsze takie parowozy eksploatowano na bukowińskich kolejach lokalnych na linii kolejowej Tarnopol–Zbaraż. Po pierwszej wojnie światowej parowozy trafiły do kolei polskich (6 sztuk) i rumuńskich. Po drugiej wojnie światowej polskie koleje eksploatowały tylko jeden parowóz, który w 1951 roku został wycofany z eksploatacji.